# City-Trafik
City-Trafik A/S var et dansk busselskab, der udførte rutekørsel for en række offentlige trafikselskaber.
Selskabet blev grundlagt i 1989 af en række rutebilejere, som i forvejen udførte kørsel for det daværende Hovedstadens Trafikselskab. Ved dettes første licitation første licitation i 1989 vandt City-Trafik kørsel med 26 driftsbusser med start den 1. april 1990. I de følgende år vekslede man mellem vundne og tabte licitationer med det resultat at man kom til at betjene en række forskellige linjer i Hovedstadsområdet. Men selskabet kom også til at køre busser mange andre steder i landet, f.eks. i Fredericia og Aalborg.
Det franske transportselskab Keolis blev eneejer af selskabet fra juni 2007, men umiddelbart skete der ingen ændringer. 23. april 2014 meddelte City-Trafik og Nettbuss Danmark imidlertid at de to selskaber ville fusionere pr. 1. juli 2014 i form af en joint venture mellem de to moderselskaber Keolis og Nettbuss og med Keolis som det nye navn. Ved sit ophør havde City-Trafik over 800 medarbejdere i Danmark og en omsætning på over 800 mio. kr.
Selskabets sidste dag, 30. juni 2014, blev markeret af en bus fra selskabets start i 1990, der kørte en omgang på linje 12 i København, en linje selskabet dog kun havde kørt siden 2006.